# Реакція на російсько-українську кризу (2021—2022)
Багато держав, міжнародні організації та групи громадянського суспільства відреагували на кризу між Російською Федерацією й Україною під час російсько-української війни, яка почалася в березні 2021 року й переросла в повномасштабне російське вторгнення в Україну 24 лютого 2022 року.

## Союзна Держава

### Російська Федерація

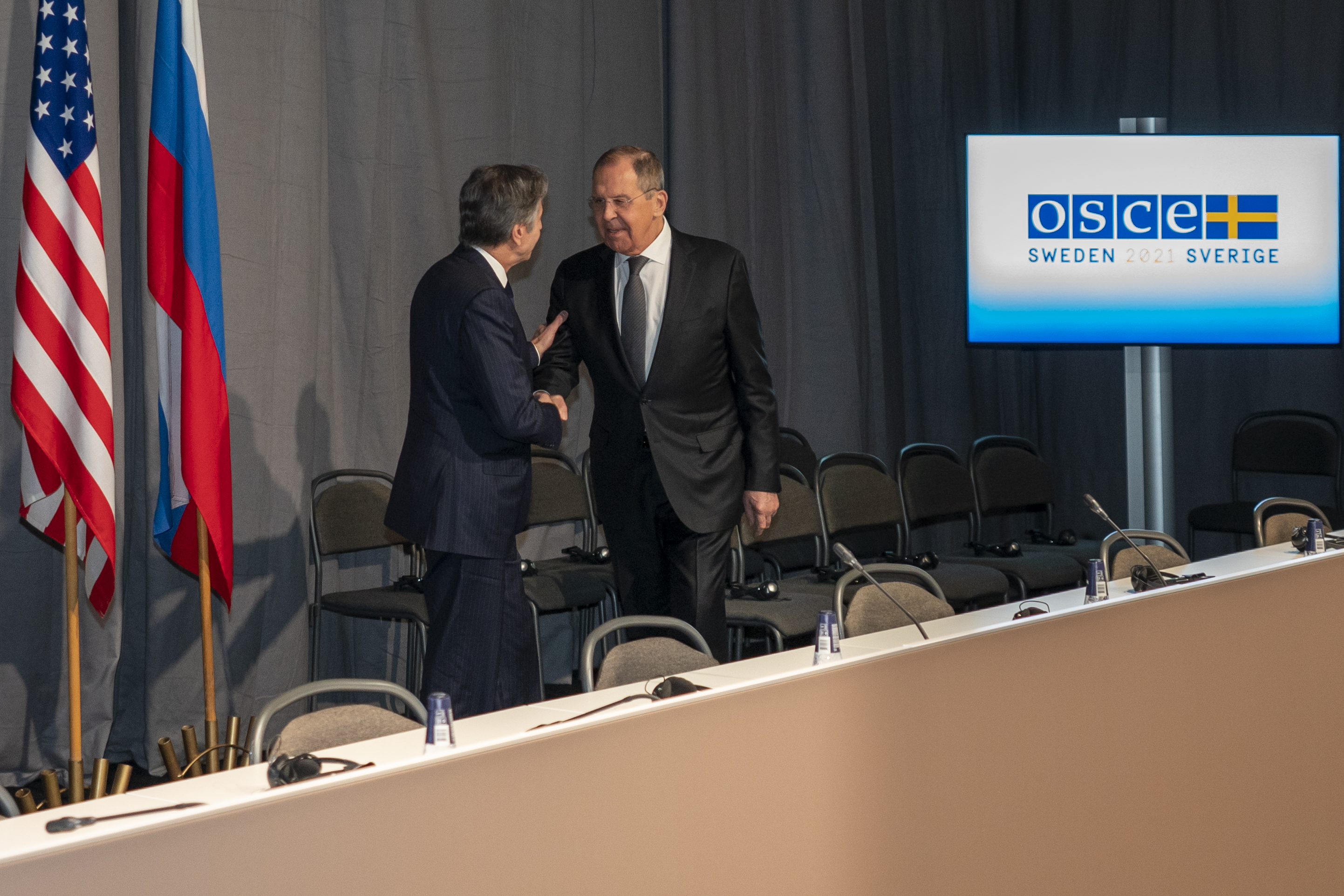
Міністр закордонних справ Росії Сергій Лавров зустрінеться з держсекретарем США Ентоні Блінкеном 2 грудня 2021 року

Кремль заперечує, що має будь-які плани вторгнення в Україну. Президент Росії Володимир Путін назвав такі побоювання «тривожними». Російське посольство у Вашинґтоні назвало переміщення російських військ «суверенним правом» і зазначило у Facebook: «Ще раз наголошуємо: Росія не збирається ні на кого нападати». Директор Служби зовнішньої розвідки Росії Сергій Наришкін відкинув повідомлення про можливе вторгнення в Україну, стверджуючи, що це була «зловмисна пропаганда з боку Держдепартаменту США». Радник Путіна із зовнішньої політики Юрій Ушаков відкинув побоювання щодо військової ескалації як «дурниці», заявивши, що «ми маємо право переміщувати війська на своїй території».
Начальник Генерального штабу Росії Валерій Герасимов заявив, що «інформація про ймовірне вторгнення Росії в Україну є брехнею». За словами Герасимова, «Київ не виконує Мінські домовленості. Українські збройні сили рекламують, що почали застосовувати на Донбасі протитанкові ракетні комплекси Javelin, які постачаються США, а також використовують турецькі розвідувальні/ударні безпілотники. Як наслідок, і без того напружена ситуація на сході цієї країни ще більше погіршується».
12 липня 2021 року президент Росії Володимир Путін написав на Kremlin.ru статтю, в якій стверджував, що «росіяни, білоруси й українці є одним народом – єдиним цілим», і написав велику дисертацію про спільне походження росіян, білорусів та українців у середньовічній Київській Русі та їхню історію через століття, зробивши висновок, що «справжній суверенітет України можливий лише у партнерстві з Росією». Він також стверджував, що українське керівництво «змарнувало та розтратило досягнення багатьох поколінь», звинувачуючи їх у нав’язуванні націоналістичних, антиросійських настроїв проти волі українського народу. Стаття отримала детальну відповідь від міністра оборони Сполученого Королівства Бена Воллеса на Gov.uk 17 січня 2022 року.
30 листопада 2021 року президент Росії Володимир Путін заявив, що розширення присутности НАТО в Україні, особливо розгортання будь-яких ракет великої дальности, здатних вразити російські міста або системи протиракетної оборони, подібні до тих у Румунії та Польщі, буде «червоною». лінія» питання для Росії. Путін попросив у президента США Джо Байдена юридичних гарантій того, що НАТО не буде розширюватися на схід і не розміщуватиме «системи зброї, які загрожують нам, у безпосередній близькості від території Росії». За словами Путіна, "якщо на території України з'являться якісь ударні системи, то час польоту до Москви становитиме 7-10 хвилин, а в разі розгортання гіперзвукової зброї-п'ять хвилин".

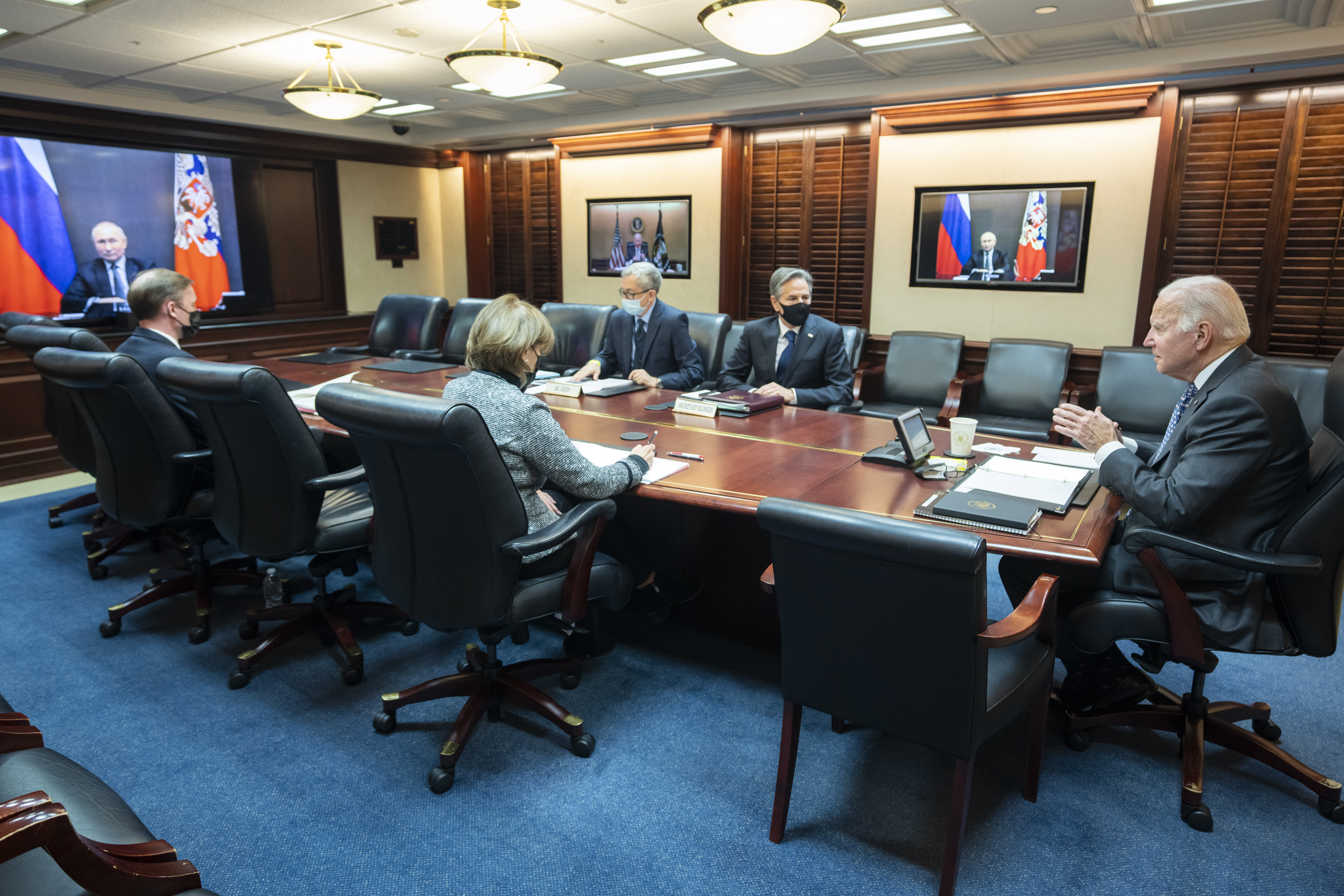
Президент Росії Володимир Путін проводить відеодзвінок з президентом США Джо Байденом 7 грудня 2021 року

Прес-секретар президента Росії Володимира Путіна Дмитро Пєсков заявив, що безпека росіян, у тому числі на окупованому Донбасі, є пріоритетом для Володимира Путіна. Пєсков спростував звинувачення, що Росія готується до можливого вторгнення в Україну.
Заступник глави Адміністрації президента Росії, депутат на рівні політичних радників Дмитро Козак заявив, що активізація бойових дій на Донбасі може стати початком кінця України. Те ж саме стосується вступу України до НАТО.
Заступник міністра закордонних справ Сергій Рябков сказав: «Говорять про високу ціну, але ніколи її не називають. Те, що вони зробили досі, ми, по-перше, добре вивчили, по-друге, адаптували. Ми не вважаємо, що взагалі можна використовувати таку термінологію: ціна, відплата тощо. Ми просто захищаємо свої інтереси та інтереси наших громадян, російськомовного населення, ми будемо їх захищати й надалі». Рябков сказав, що Росія "не має наміру атакувати, здійснювати наступ чи вторгнутися в Україну". Відповідаючи на питання про можливість розгортання російських військових на Кубі та у Венесуелі, Рябков сказав, що "все залежить від дій наших американських колег".
13 січня 2022 року російський політичний журналіст Антон Красовський, директор мовлення російською мовою на каналі RT, погрожував спалити Конституцію України на Хрещатику через прописаний в ній курс на вступ до НАТО.
Лідер російської опозиції Олексій Навальний у кількох листах до журналу Time написав, що Захід продовжує потрапляти в пастки Путіна і "замість того, щоб ігнорувати цю нісенітницю, США приймають порядок денний Путіна і намагаються організувати деякі зустрічі".
24 січня 2022 року Російська Федерація розпочала військово-морські навчання в Балтійському морі із залученням зв'язку, протиповітряної оборони, протичовнової оборони та бойових навчань. Від Балтійського флоту беруть участь також антитерористичні угруповання.
Віце-спікер Ради Федерації Микола Журавльов попередив, що Європа не зможе отримувати природний газ, нафту та метали з Росії у разі відключення Росії від SWIFT.

#### Режим Лукашенка
Самопроголошений президент Білорусі Олександр Лукашенко заявив, що Союзна Держава "не хоче війни", але якщо хтось її "смикатиме, вводитиме санкції чи залякуватиме", то "мало не здасться", оскільки, за його словами, вони непереможні. Також він заявив, що відправить на кордон із Україною "цілий контингент білоруської армії", бо нібито "українці почали стягувати туди війська".
18 січня, у блозі Digital Forensic Research Lab при експертній групі Atlantic Council було опубліковано огляд прибуття російських військ до Республіки Білорусь. Зокрема, там йшлося про розвантаження російських реактивних систем залпового вогню "Ураган" на станції Речиця на Гомельщині на північ від Києва.

## Україна

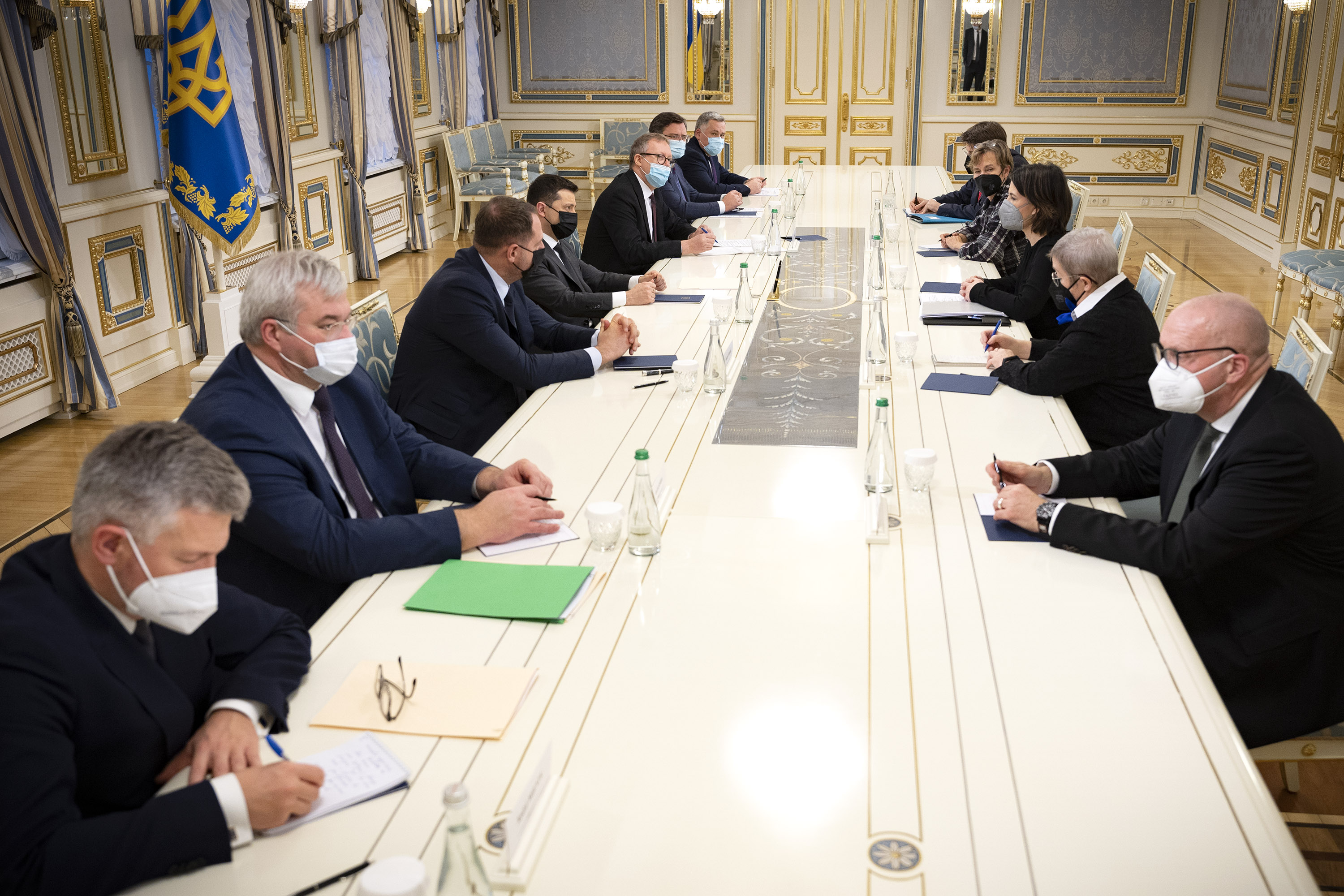
Президент України Володимир Зеленський зустрівся з міністром закордонних справ Німеччини Анналеною Бербок у Києві 17 січня 2022 року

У квітні 2021 року в інтерв’ю французькій газеті Libération міністр закордонних справ України Дмитро Кулеба заявив, що провокації Росії з перекиданням військ до кордону з Україною та загостренням ситуації на сході є найсерйознішими з моменту нападу на Україну. моряки в Керченській протоці в листопаді 2018 року. У той же час нинішня загроза з боку Росії була більш небезпечною. В інтерв'ю іспанському інформаційному агентству EFE Кулеба заявив, що Україна не хоче війни з Росією і не готувалася до будь-якої ескалації на Донбасі. Зокрема, вона не готувала жодних наступів чи військових дій. Під час відновлення напружености в січні 2022 року Кулеба заявила, що будь-який необдуманий крок Російської Федерації або новий виток насильства з її боку обійдеться їй дорого. Кулеба зазначив, що Російська Федерація продовжує нарощувати свою військову присутність уздовж українсько-російського кордону, на окупованих територіях і в морях України. За його словами, Російська Федерація збирала війська на трьох напрямках, у тому числі на північному сході України, в Криму, на півдні та на Донбасі, на сході. Кулеба також додав, що останніми тижнями Російська Федерація значно активізувала свою пропаганду, яка дегуманізує українців і сіє ненависть до України. 22 січня 2022 року Кулеба звинуватив Німеччину в «підриві» єдности між союзниками країни та в «заохочення» президента Росії Путіна атакувати Україну, відмовляючись постачати Україні зброю.
Секретар Ради національної безпеки і оборони України Олексій Данілов заявив, що Україна прагне вирішити конфлікт на сході країни насамперед політико-дипломатичними засобами. «Наразі Україна не має плану повернення тимчасово окупованих територій військовими засобами, наше завдання – вирішити конфлікт виключно політико-дипломатичними засобами», – сказав він. «Все інше – це чиста інформаційна війна Російської Федерації, яку вони ведуть не лише на нашій території, а й по всій Європі».
У вересні 2021 року генеральний директор НАК «Нафтогаз України» Юрій Вітренко звинуватив Росію у використанні природного газу як «геополітичної зброї». Вітренко заявив, що «у спільній заяві США та Німеччини йдеться, що якщо Кремль використає газ як зброю, буде відповідна відповідь. Зараз ми очікуємо накладення санкцій щодо 100% дочірньої компанії Газпрому, оператора Північного потоку 2».
2 листопада 2021 року Дмитра Яроша, колишнього лідера організації «Правий сектор», призначили радником головнокомандувача Збройними силами України Валерія Залужного. 4 листопада було затверджено нового міністра оборони — колишнього віце-прем’єр-міністра – міністра з питань реінтеграції тимчасово окупованих територій Олексія Резнікова, який від України брав участь у засіданнях Тристоронньої контактної групи.
У листопаді 2021 року керівник Головного управління розвідки Міністерства оборони України Кирило Буданов заявив, що Російська Федерація готується до нападу до кінця січня або початку лютого 2022 року.
У січні 2022 року президент України Володимир Зеленський у відеозверненні заявив, що громадянам країни не варто панікувати, і закликав ЗМІ бути «методами масової інформації, а не масовою істерією».
Колишній лідер "Правого сектора", радник головнокомандувача ЗСУ Дмитро Ярош у своєму Фейсбуці 24 січня заявив, що у разі удару російських військ по Україні з території Республіки Білорусь українські бійці перетворять їхнє життя на пекло:
|               | Друзі-білоруси! Для вас уже давно закінчилися "танці" та "мирна білоруська партизанка"... Вас вбивають, гвалтують, з вас знущаються... Ви – терпите... Може, достатньо? Тепер вас використовує Кремль як провокатори у війні з Україною... І ви за путінські інтереси гинутимете? Ми, українці, поважаємо і любимо білорусів. Але якщо удар по нас буде завдано з вашої території, ми перетворимо ваше "мирне" холуйське життя на пекло. |
| — Дмитро Ярош | |

25 січня 2022 року міністр оборони Олексій Резніков заявив, що наразі не бачить загрози повномасштабного російського вторгнення в Україну.

## НАТО

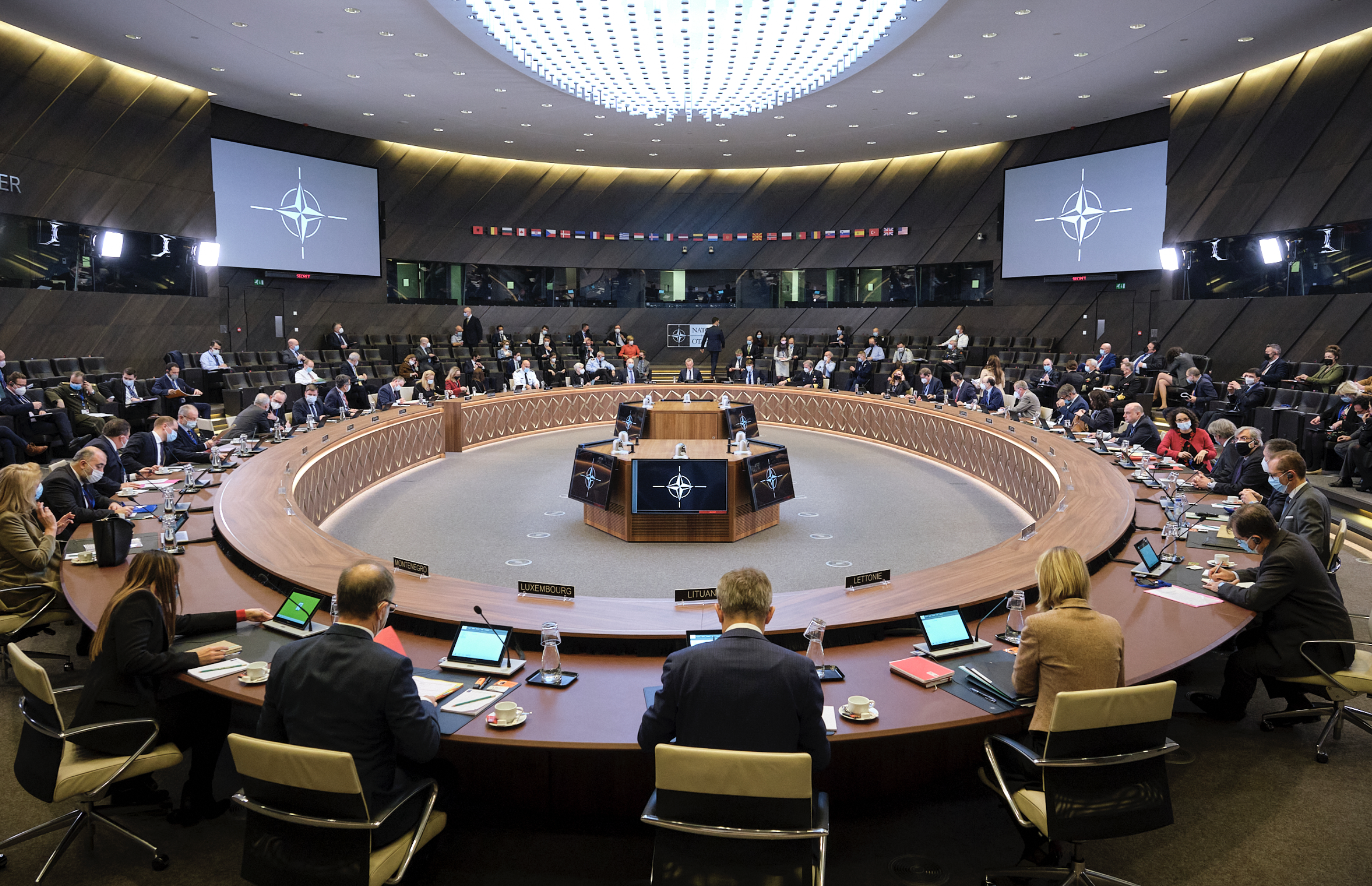
Північноатлантична рада НАТО збирається для обговорення кризи 11 січня 2022 року

НАТО стало точкою спалаху російсько-української кризи. Російський уряд вимагає від НАТО припинити прийом нових членів і рішуче виступає проти можливого вступу до НАТО Грузії чи України.
Україна не є членом НАТО, але підтвердила свою мету зрештою приєднатися до НАТО та бере участь у програмі НАТО «Партнерство заради миру», включаючи щорічні військові навчання «Сі Бриз» і «Рапід Трайдент». НАТО неодноразово закликало Росію поважати суверенітет і територіальну цілісність України та засуджувала анексію Росією Криму в 2014 році та підтримуваних Росією сепаратистів на сході Донбасу, закликаючи до вирішення конфлікту на Донбасі за допомогою Мінських угод. У грудні 2021 року, коли Російська Федерація продовжувала військове нарощування на кордонах України, Парламентська асамблея НАТО зустрілася з українськими лідерами, щоб підтвердити підтримку України з боку Альянсу, закликати членів НАТО посилити доставку оборонних систем озброєння Україні та протидіяти російській дезінформації.
Переговори у січні 2022 року між США та Росією були зупинені через вимогу Росії. Головний російський учасник переговорів, заступник міністра закордонних справ Сергій Рябков заявив, що Україна "ніколи, ніколи, ніколи" не вступає до НАТО. Натомість НАТО і США підтвердили політику НАТО «відкритих дверей», стверджуючи, що країни повинні вільно вибирати, вступати до НАТО чи ні. Генеральний секретар НАТО Єнс Столтенберґ сказав: «Ніхто інший не має права намагатися накласти вето чи втручатися в цей процес. І це про фундаментальні принципи європейської безпеки. Йдеться про право кожної нації обирати власний шлях».
Під час кризи Столтенберґ закликав Росію відмовитися від войовничости, брати участь у дипломатичних переговорах і співпрацювати з НАТО. В інтерв’ю в січні 2021 року він підтвердив «подвійний підхід» НАТО до Росії, сказавши: «Ми готові до діалогу з Росією, але ми ніколи не підемо на компроміс щодо основних принципів європейської безпеки....У Росії є вибір: або вступити в діалог з НАТО і західними союзниками, або вибрати конфронтацію. Нам потрібно чітко ставитися до перспективи того, що Росія — знову — використає військову силу проти України. Ми надамо підтримку Україні, щоб вони могли зміцнити свою здатність захищатися».
Міністр закордонних справ Іспанії Хосе Мануель Альбарес заявив, що Іспанія хоче "діалогу, але якщо він не принесе плодів, звичайно, Іспанія буде підтримувати своїх європейських партнерів і своїх союзників по НАТО, об'єднаних у стримуванні".
24 січня НАТО оголосила, що направить додаткові військові сили до своїх східних членів через «погіршення ситуації з безпекою»...НАТО продовжить вживати всіх необхідних заходів для захисту та захисту всіх союзників, у тому числі шляхом зміцнення східної частини альянсу». До Литви було відправлено чотири данські винищувачі F-16, а також один фрегат, який прямував до Балтійського моря. Два голландські винищувачі F-35 також будуть відправлені до Болгарії. Начальник штабу бельгійської армії також заявив, що країна готова направити більше сил до східних союзників НАТО. Заступник міністра закордонних справ Росії Олександр Грушко засудив розгортання, заявивши, що військовий альянс "демонізує Росію", щоб "виправдати військову активність на східному фланзі [НАТО]".

## Громадянське суспільство

### Республіка Білорусь
24 січня 2022 року білоруські активісти заявили, що зламали «сервери, бази даних і робочі станції» Білоруської залізниці за допомогою програм-вимагачів, залишивши при цьому системи автоматизації та безпеки. Вони пообіцяли розшифрувати системи за умови звільнення 50 політв’язнів і заборони в’їзду російських військових до Білорусі.
Координатор громадянської кампанії «Європейська Білорусь» Дмитро Бондаренко 26 січня 2021 року розповів в інтерв'ю сайту Хартыя’97, що вважає, що у разі російської агресії десятки тисяч білорусів воюватимуть проти Російської Федерації на боці України та захищатимуть незалежність своєї країни. Він упевнений, що прагнення Путіна та російських генералів брязкати зброєю, розпочати агресію проти України та інших країн походить від слабкості. Адже, порівняно зі світовими центрами сили, з Європейським Союзом, США, тим же Китаєм, Росія за останні 20 років, за часів правління Путіна, перетворилася на жебрака агресивного хулігана.

### Угруповання анонімус
Децентралізована група хакерів Анонімус присвятила деякі зі своїх пошкоджень вебсайтів, таких як вебсайти Організації Об’єднаних Націй та Інституту полярних досліджень Китаю, для просування пропозицій з метою розрядження кризи, в тому числі шляхом заклику до створення «нейтрального угруповання» країн, «вклинених між НАТО і Росією», до яких увійдуть Україна, Фінляндія, Білорусь, Грузія, Вірменія, Азербайджан та Молдова. Анонімус стверджував, що так званий «нейтральний пояс безпеки» може служити союзом, подібним до Організації Північноатлантичного договору (НАТО) або Організації Договору про колективну безпеку (ОДКБ), який діє як санітарний кордон між НАТО та країнами ОДКБ, щоб «заспокоїти побоювання Росії, щоб НАТО не втратило свого обличчя».
Крім того, вони розмістили роботу старшого наукового співробітника Інституту відповідального державного управління Квінсі Анатоля Лівена «Припинення загрози війни в Україні» на сторінці зіпсування та закликали до референдуму щодо того, чи слід імовірно дотримуватися чинного Мінського протоколу чи передати контрольовані сепаратистами території у власність. миротворча адміністрація ООН. Пізніше на другому референдумі в сепаратистських регіонах виборцям буде запропоновано вибрати возз’єднання з Україною, здобуття незалежності або приєднання до Росії.

## Інші міжнародні реакції

### Азія

#### Китай
Лідер Китаю і генеральний секретар КПК Сі Цзіньпін підтримав вимогу Росії про те, щоб Україна ніколи не вступала до НАТО. 14 січня 2022 року речник МЗС Китаю підкреслив, що всі країни повинні дотримуватися традиційної резолюції ООН про Олімпійське перемир'я «за сім днів до початку Олімпійських ігор до семи днів після закінчення Паралімпійських ігор», посилаючись на обидва майбутні Зимові Олімпійські ігри в Пекіні 2022 року, які відбудуться з 4 лютого 2022 року по 20 лютого 2022 року, а також майбутні Зимові Паралімпійські ігри в Пекіні 2022 року, які відбудуться з 4 березня 2022 року по 13 березня 2022 року. Відповідно до цього терміну, запропонована резолюція про перемир'я розпочнеться 28 січня 2022 року і завершиться 20 березня 2022 року.

#### Японія
Прем'єр-міністр Японії Кісіда Фуміо заявив, що він і Байден будуть тісно співпрацювати, щоб запобігти вторгненню Росії в Україну, і "підтримувати тісні контакти з іншими союзниками і партнерами і продовжувати спілкуватися про те, що будь-який напад буде зустрічатися рішуче". У твіті Байден сказав, що для нього була честь зустрітися з прем’єр-міністром Кісідою для подальшого зміцнення американо-японського альянсу — наріжного каменю миру та безпеки в Індо-Тихоокеанському регіоні та у всьому світі.

### Америка

#### Канада
У січні 2022 року прем'єр-міністр Канади Джастін Трюдо заявив, що Канада надасть Україні кредит у розмірі 120 млн канадських доларів, але не передасть військову техніку. Президент України Володимир Зеленський провів телефонну розмову з прем'єр-міністром Канади Джастіном Трюдо. Президент поінформував Трюдо про постійні порушення режиму припинення вогню на Донбасі, які призводять до зростання втрат серед українських військових, а також про посилення військової загрози Україні з боку Росії.

#### Сполучені Штати Америки

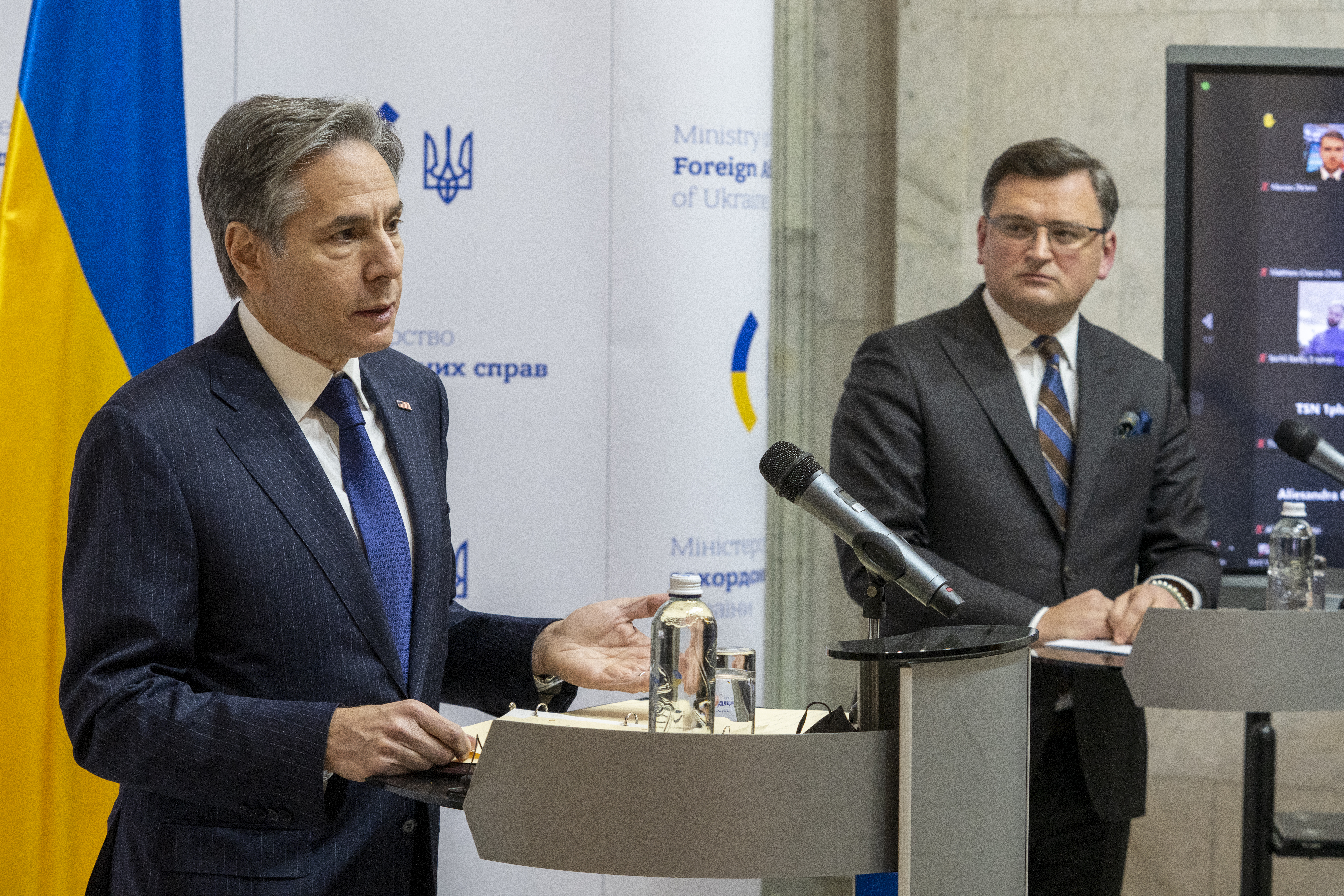
Держсекретар США Ентоні Блінкен проводить спільну пресу в Києві з міністром закордонних справ України Дмитром Кулебою у січні 2022 року

Міністр закордонних справ України Дмитро Кулеба та держсекретар США Ентоні Блінкен обговорили загострення ситуації на Донбасі. Блінкен підтвердив непохитну підтримку США суверенітету та територіальної цілісности України.
Наприкінці березня 2021 року голова Об’єднаного комітету начальників штабів США Марк Міллі розмовляв з головнокомандувачем Збройними силами України Русланом Хомчаком, щоб обговорити поточне середовище безпеки у Східній Європі. Того ж дня Міллі провів розмову з начальником Генерального штабу Збройних сил РФ Валерієм Герасимовим. Тодішній міністр оборони України Андрій Таран провів телефонну розмову з міністром оборони США Ллойдом Остіном, щоб обговорити конкретні напрямки посилення співпраці у сфері безпеки та оборони. Ллойд Остін висловив занепокоєння останніми діями Росії та запевнив Тарана у своїй готовності підтримати Україну в контексті агресії Росії на Донбасі та в Криму. Остін підкреслив, що в разі ескалації російської агресії США не залишать Україну в спокої.
2 квітня 2021 року президент Джо Байден провів першу телефонну розмову з президентом України Володимиром Зеленським. 13 квітня Байден провів телефонну розмову з президентом Росії Путіним; Байден «підкреслив непохитну відданість Сполучених Штатів суверенітету та територіальній цілісности України»; Байден також висловив занепокоєння США «з приводу раптового нарощування російських військових в окупованому Криму та на кордонах України та закликав Росію до деескалації напружености». Байден і Путін домовилися зустрітися в "третій країні" в найближчі місяці, щоб обговорити цю тему.
У середині квітня 2021 року міністерство фінансів США разом із ЄС, Сполученим Королівством, Австралією та Канадою ввели санкції проти восьми фізичних та юридичних осіб, «пов’язаних із триваючою окупацією та репресіями Росії в Криму».
Голова комітету Палати представників з розвідки Адам Шифф заявив, що Російська Федерація вторгнеться в Україну "дуже ймовірно". За словами Шиффа, окупація України призведе до того, що «більше активів НАТО буде ближче до Росії». [Це] матиме протилежний ефект від того, чого намагається досягти Путін». Сенатор Боб Менендес, голова комітету Сенату із закордонних справ, запропонував ідею суворих санкцій «на максимальному кінці спектру» і повторив можливість виключення Росії з міжнародної платіжної системи SWIFT.
19 січня 2022 року президент Байден заявив, що вважає, що Російська Федерація вторгнеться в Україну. Байден заявив, що повномасштабне вторгнення в Україну буде «найважливішим, що сталося у світі з точки зору війни та миру» з часів Другої світової війни. У січні 2022 року адміністрація Байдена схвалила поставки в Україну зенітних ракет « Стінгер» американського виробництва.
Офіційні особи США почали переговори з Катаром та іншими експортерами природного газу щодо постачання європейським країнам скрапленого газу (СПГ). Країни-члени ЄС отримують близько 40% свого природного газу з Росії, і можливі санкції США можуть сильно вплинути на поставки Росії до Європи протягом зимового сезону.
22 січня 2022 року посольство США в Києві звернулося до Держдепартаменту США з проханням про евакуацію неважливого персоналу разом із їхніми сім’ями. Держдепартамент оприлюднив рекомендацію не їздити в Україну чи Росію, посилаючись на триваючу напругу на російсько-українському кордоні та COVID-19. Речник МЗС України Олег Ніколенко назвав цей крок США «передчасним» і «проявом надмірної обережности». Джерело, наближене до президента Зеленського, охарактеризувало крок США як «абсолютно безглуздий».
Речник Пентагону 24 січня повідомив, що «бойові групи бригади, логістичний персонал, медична підтримка, розвідка авіаційної підтримки, спостереження та розвідка, а також транспортні…» військові частини в Сполучених Штатах були попереджені про потенційне використання у Східній Європі.

### Європа

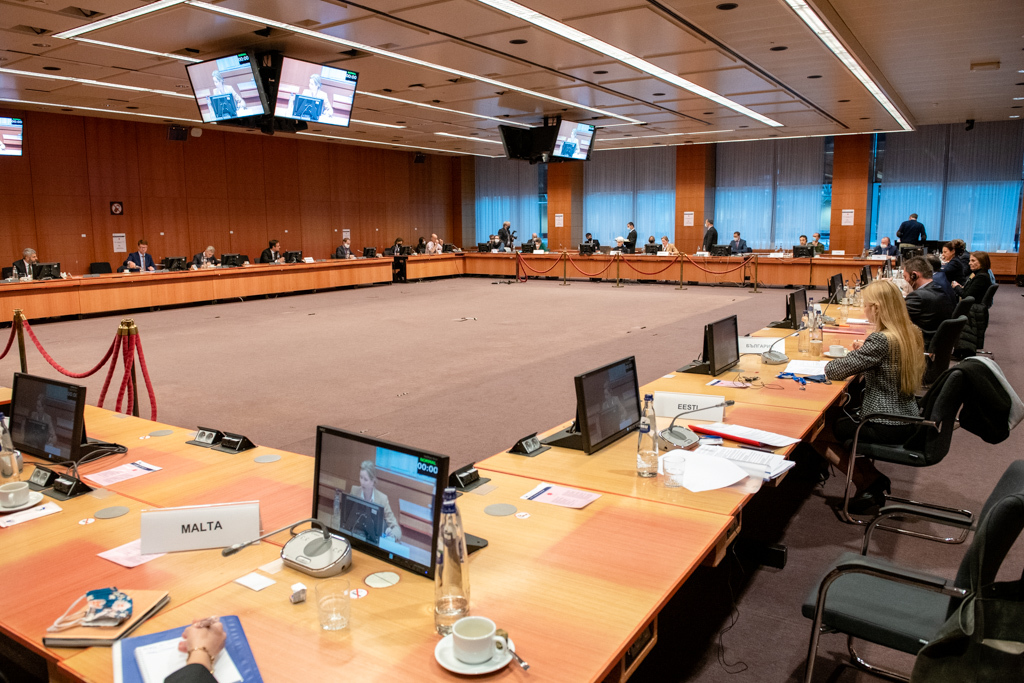
Комітет Європейського Союзу з політики та безпеки збирається у січні 2022 року, щоб обговорити кризу

24 січня 2022 року через конфлікт Європейська комісія запропонувала фінансову допомогу Україні в розмірі 1,2 мільярда євро у вигляді грантів і позик. Завдяки російським військово-морським навчанням 240 км від південно-західного узбережжя Ірландії, міністр закордонних справ Ірландії Саймон Ковені заявив, що Росію не вітають. Коментуючи від'їзд членів сімей урядовців США з посольства США в Києві, верховний представник ЄС із зовнішньої політики Жозеп Боррелл сказав, що немає потреби "драматизувати, наскільки тривають переговори".

#### Албанія та Косово
На початку грудня 2021 року полковник Збройних сил Албанії Ардіан Лулай і косовський начальник відділу стратегічних комунікацій полковник Сефер Ісуфі заявили, що їхні країни будуть готові розгорнути збройні сили Албанії та Сили безпеки Косово в передбачуваній майбутній місії в Україні, якщо США вирішать очолити. таке починання.

#### Балтійські країни

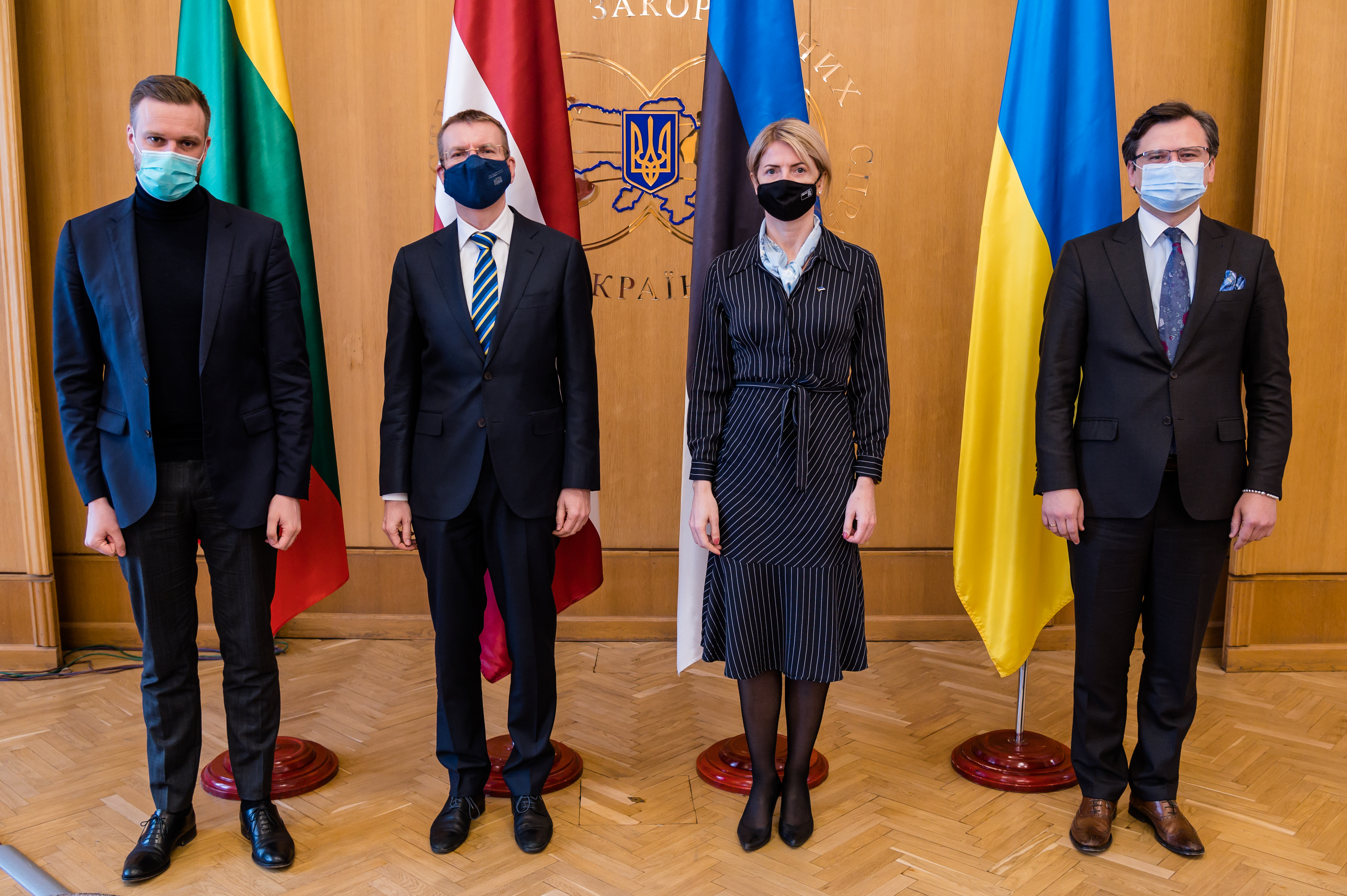
Візит міністрів закордонних справ Естонії, Латвії та Литви в Україну 15 квітня 2021 р.

10 січня 2022 року була скликана Державна рада оборони Литви для обговорення російсько-української напружености. У відповідь на агресивну поведінку російських військових Рада вирішила збільшити кількість військ і прискорити плани модернізації військ. 17 січня Латвія збільшила військову присутність у східній частині країни. 19 січня прем'єр-міністр Естонії оголосив про надзвичайне збільшення витрат на оборону на 380 мільйонів євро на поточний фінансовий рік. Країни Балтії також вирішили прискорити закупівлю власних озброєнь, у тому числі спільної реактивної артилерійської системи.
Естонія, Латвія та Литва також звернулися з проханням збільшити військове розміщення військ НАТО та США в Прибалтиці, щоб стримати агресивну поведінку Росії.

#### Бельгія
24 січня глава оборонного відомства Бельгії Мішель Гофман заявив, що бельгійські війська перебувають у режимі очікування на Балтиці і готові «втрутитися протягом певного часу, але сьогодні ще занадто рано говорити, де і як» має загостритися ситуація. .

#### Болгарія
На початку січня міністр оборони Болгарії Стефан Янев тим часом відповів на парламентське запитання щодо розміщення додаткових військових підрозділів на території Болгарії, що Болгарія виступає проти "ескалації військових заходів до використання всіх інших дипломатичних засобів" і що Болгарія поки що має "немає національної позиції" щодо ситуації. У грудні сприйняття Янева звільнення та «прихильність» до ідеї збільшення військ НАТО викликало згоду та деяке засудження в парламенті. 20 січня Болгарія почала отримувати з Іспанії нові війська авіації, кораблі та війська НАТО. Повідомлялося, що станом на 21 січня попередня позиція Болгарії про те, що вона не зацікавлена в будь-яких негайних закупівлях нових підводних човнів, «змінулася», і болгарський уряд зараз веде переговори про придбання двох нових підводних човнів, а Янев зазначив, що «болгарська армія повинна зберегти готовність... реагувати на розвиток негативного сценарію щодо України та Росії», продовжуючи повторювати свої попередні заклики до деескалації. Того ж дня міністр закордонних справ Болгарії Кирил Петков засудив заклик Росії до виходу Болгарії з НАТО і виведення військ НАТО з Болгарії та Румунії, а президент Румен Радєв назвав цю заяву "неприйнятною".

#### Ватикан
23 січня 2022 року Папа Франциск сказав: «Я із занепокоєнням слідкую за зростанням напружености, яка загрожує завдати нового удару миру в Україні та поставити під сумнів безпеку європейського континенту з ще більшими наслідками».

#### Данія
З 13 січня 2022 року, з - за того, що вона розглядається як агресивна поведінка Росії, Данія направила чотири F-16 винищувачів і фрегат з екіпажем з 160 людей в країни Балтію посилити розширену передову присутність НАТО і патрулювати море. 24 січня глава оборонного відомства Бельгії Мішель Гофман заявив, що бельгійські війська перебувають у стані очікування на Балтиці і готові «втрутитися протягом певного часу, але сьогодні ще рано говорити, де і як» має загостритися ситуація.

#### Ірландія
Через російські військово-морські навчання в 240 км від південно-західного узбережжя Ірландії міністр закордонних справ Ірландії Саймон Ковені заявив, що Росію не вітають.

#### Іспанія
20 січня Іспанія почала розгортання літаків, кораблів і сил НАТО до Болгарії.

#### Польща
21 січня 2022 року прем’єр-міністр Польщі Анджей Дуда заявив, що Україна може розраховувати на підтримку Польщі, якщо Росія атакує, і закликав до єдиної позиції в Європі. Станом на 24 січня голова Бюро національної безпеки Польщі Павло Солох заявив, що мова не йде про введення польських військ в Україну, оскільки український уряд цього не просив, але «найважливіше — це військова та гуманітарна допомога» та «побудова єдине повідомлення». 21-го Солоч заявив, що «підтримка України є одним із ключових пріоритетів політики президента Анджея Дуди», тоді як Дуда та Зеленський обговорили можливість подальших поставок оборонного обладнання Польщі та НАТО.

### Словаччина
Міністр закордонних справ Словаччини Іван Корчок заявив, що припинення вогню та оголошення про збільшення військової потужности Росії на кордоні з Україною викликають занепокоєння, та закликав до деескалації напружености.

#### Сполучене Королівство
Прем'єр-міністр Сполученого Королівства Борис Джонсон заявив, що його країна стурбована діяльністю Росії в окупованому Криму та на кордоні з Україною. Про це він сказав під час телефонної розмови з Президентом України Володимиром Зеленським. Джонсон попередив російських матерів, сказавши, що їхні сини навряд чи повернуться додому, якщо президент Путін вирішить вторгнутися в Україну. Віце-прем'єр-міністр Домінік Рааб заявив, що "існує дуже значний ризик вторгнення Росії в Україну", і закликав Путіна "відступити від межі". Міністр закордонних справ Ліз Трасс написала в Twitter, що Сполучене Королівство "не потерпить змову Кремля щодо встановлення проросійського лідерства в Україні".
Начальник штабу оборони адмірал сер Тоні Радакін попередив, що «повне вторгнення в Україну буде такого масштабу, якого в Європі не було з часів Другої світової війни».
Лідер лейбористів Кейр Стармер заявив, що Російська Федерація повинна бути вражена "широкими і жорсткими санкціями".

#### Франція
Міністр закордонних справ України Дмитро Кулеба провів телефонну розмову з міністром закордонних справ Франції Жан-Івом Ле Дріаном. Дмитро Кулеба детально поінформував співрозмовника про останні дії Російської Федерації, спрямовані на дестабілізацію безпекової ситуації на тимчасово окупованих територіях України. Міністр звернув увагу на загрозливе відведення російських військ до кордону нашої держави та активізацію російської пропаганди, яка загрожує Україні війною. Він запевнив, що Україна не прагне війни і залишається відданою політико-дипломатичному врегулюванню російсько-українського конфлікту. Жан-Ів Ле Дріан зазначив, що Франція, як і Україна, з тривогою стежить за відведенням російських військ до кордонів нашої країни та тимчасово окупованих територій. Він запевнив у продовженні підтримки Францією суверенітету та територіальної цілісности України. Глава французької дипломатії особливо відзначив розважливі та мудрі дії України в нинішній ситуації.

#### Федеративна Республіка Німеччина
У квітні 2021 року під час телефонної розмови з президентом Росії Володимиром Путіним канцлер Німеччини Ангела Меркель зажадала від глави Кремля скоротити свою військову присутність біля кордонів України.
У грудні 2021 року канцлер Німеччини Олаф Шольц попередив про «наслідки» для газопроводу «Північний потік-2», російського проєкту газопроводу, яким управляє «Газпром», російська державна енергетична компанія, яка постачає природний газ до Німеччини. У січні 2022 року міністр закордонних справ Німеччини Анналена Бербок попередила, що «будь-яка подальша ескалація матиме високу ціну для російського режиму — економічної, політичної та стратегічної».
Німеччина дотримується політики не надавати Україні летальну зброю. Міністр оборони Німеччини Крістін Ламбрехт заявила, що Німеччина хоче "деескалації" напруги і що постачання зброї "не буде корисним". Україна також заявила, що німецька адміністрація блокує постачання зброї через НАТО. 21 січня 2022 року повідомлялося, що Німеччина заблокувала Естонію експорт зброї німецького походження.
Німецьку політику критикували як українці, так і всередині країни.

#### Фінляндія та Швеція
Пропозиції Росії про те, що НАТО не прийме нових членів , зазнали різкої критики з боку Швеції та Фінляндії, які дотримувалися нейтралітету. У січні 2022 року і президент Фінляндії Саулі Нііністо, і прем’єр-міністр Санна Марін наполягали на праві Фінляндії вирішувати, до яких союзів вона може приєднатися. Швеція висловила таку ж позицію, що тільки шведський народ має вирішувати, чи повинна Швеція вступати в НАТО. Російські загрози викликали дискусію в обох країнах, чи варто їм подавати заявку на членство в НАТО.
13 січня збройні сили Швеції оголосили про введення військ на стратегічний острів Готланд у відповідь на незвичайну військову активність Росії.

#### Хорватія
19 січня 2022 року прем'єр-міністр Хорватії Андрей Пленкович сказав Сабору: «Хорватія не хоче ескалації і буде реагувати чітко та рішуче, щоб уникнути будь-якої нестабільности». 25 січня 2022 року президент Хорватії Зоран Міланович, який не має виконавчих повноважень у політичній системі країни, зазначивши те, що він назвав нарощування військ НАТО в регіоні та адміністрацію Байдена «непослідовною та небезпечною поведінкою» у справах міжнародної безпеки і підкреслюючи свою роль як головнокомандувача Хорватії, сказав пресі: "Ми не маємо до цього ніякого відношення і не будемо мати до цього жодного відношення. Я це гарантую. Хорватія не надсилатиме війська у разі ескалації. Навпаки, він відкликає всі війська до останнього хорватського солдата». Далі Міланович зазначив, що необхідно знайти «домовленість про задоволення інтересів безпеки Росії» і що гостра криза навколо України «в першу чергу визначається динамікою внутрішньої політики США». Того ж дня прем’єр-міністр Андрій Пленкович відреагував на зауваження президента, сказавши, що, почувши тих, на його думку, це говорить «якийсь російський чиновник»; він також приніс вибачення Україні та її уряду за звинувачення Мілановича щодо України як «одної з найбільш корумпованих держав» і повторив, що Хорватія підтримує територіальну цілісність України і в Україні не було хорватських військ, водночас заява президента « не мав жодного відношення до політики уряду Республіки Хорватія».

### Океанія

#### Австралія
Австралія розпочала евакуацію членів родин своїх дипломатів із Києва 24 січня 2022 на тлі можливої агресії Росії проти України. Очільниця МЗС Австралії Меріс Пейн наголосила на підтримці територіальної цілісності України, проте Австралія не допомагатиме Україні зброєю на тлі загрози російського вторгнення, але ведуться переговори щодо допомоги у сфері кібербезпеки. За її словами, міжнародна спільнота має "дуже чіткий і потужний сигнал" для Росії. Також вона закликала Кремль до деескалації ситуації. 25 січня 2022 стало відомо, що влада Австралії розглядає можливість запровадження додаткових санкцій проти Росії, якщо її війська здійснять вторгнення в Україну. За словами очільниці МЗС Австралії, країни Заходу не сприйматимуть «цькування» зі сторони президента РФ Володимира Путіна.

#### Нова Зеландія
Міністр закордонних справ Нової Зеландії Наная Махута заявила, що уряд Нової Зеландії стурбований нарощуванням російської армії на українському кордоні та підтримує суверенітет та територіальну цілісність України; закликаючи Москву зменшити напруженість відповідно до міжнародного права. Прем'єр-міністр Джасінда Ардерн підтвердила підтримку Новою Зеландією українського суверенітету, додавши, що Нова Зеландія розглядає можливість застосування цілеспрямованих санкцій проти Москви.